# اللغة الإنجليزية
الإنْجِلِيزِيَّةُ أو الإنْكِلِيزِيَّةُ (بالإنجليزية: English) لغة جرمانية غربية ظهرت في إنجلترا العصور الوسطى، وأضحت في القرن الواحد والعشرين الميلادي (الخامس عشر الهجري) وبفعل العولمة لغةً دوليةً واسعة الانتشار. هي أكبر لغة في العالم من حيث عدد الناطقين، وثالث أكبر لغة في العالم من حيث عدد المتحدثين الأصليين بعد اللغتين الصينية المعيارية والإسبانية. يقدر حاليًا وجود أكثر من ملياري متحدث بالإنجليزية. بدأ انتشار الإنجليزية الحديثة في العالم منذ القرن السابع عشر الميلادي (الحادي عشر الهجري) نتيجةً للنفوذ العالمي للإمبراطورية البريطانية وبعدها الولايات المتحدة الأمريكية. تعد الإنجليزية اللغة الأجنبية الأولى في عدد من الدول العربية، خاصةً دول المشرق العربي، بينما تعد اللغة الأجنبية الثانية بعد الفرنسية في دول المغرب العربي.
الإنجليزية، خلافًا لما يعتقده كثيرون، لم تنشأ عن اللغة اللاتينية، وإنما هي إحدى اللغات الجرمانية، كالألمانية. تنتمي هذه اللغات كلها إلى العائلة اللغوية الهندية الأوربية. هذا الاعتقاد لا شك أن مرده تأثر الإنجليزية الشديد باللغتين الفرنسية وأمها اللاتينية، اللتين تسهمان معًا بثلثي المعجم الإنجليزي.
الإنجليزية أكبر لغة في العالم من حيث عدد الناطقين بها، والسبب الرئيس لذلك الآثار العالمية للإمبراطورية البريطانية السابقة (تبعتها دول الكومنولث) والولايات المتحدة. الإنجليزية ثالث أكثر لغة أم انتشارًا، بعد المندرين الصينية والإسبانية؛ وهي أيضًا أكثر لغة ينتشر تعلمها كلغة ثانية في العالم، ولديها ناطقون بها كلغة ثانية أكثر من الناطقين بها كلغة أم.
اللغة الإنجليزية إما اللغة الرسمية أو إحدى اللغات الرسمية في 59 دولة مستقلة (كالهند، وإيرلندا، وكندا). في بعض البلدان الأخر، فهي اللغة الوحيدة أو المسيطرة لأسباب تاريخية دون أن تكون معرفة صراحة بالقانون (كما في الولايات المتحدة والمملكة المتحدة). هي إحدى اللغات الرسمية للأمم المتحدة، والعديد من المنظمات الدولية والإقليمية الأخرى. وقد أصبحت أيضًا لغة التواصل المشترك بحكم الأمر الواقع للدبلوماسية، والعلوم، والتكنولوجيا، والتجارة الدولية، واللوجستيات، والسياحة، والطيران، والترفيه، والإنترنت. تمثل اللغة الإنجليزية نحو 70% من إجمالي المتحدثين بفرع اللغات الجرمانية، واعتبارًا من عام 2005، قدر أن هناك أكثر من ملياري متحدث بها في العالم.
ظهرت الإنجليزية القديمة من مجموعة من اللهجات الجرمانية الغربية التي يتحدث بها الأنجلوسكسونيون. وقد استعارت الإنجليزية القديمة المتأخرة بعض القواعد والمفردات الأساسية من النوردية القديمة، وهي لغة جرمانية شمالية. ثم، استعارت الإنجليزية الوسطى كلمات بشكل واسع من اللهجات الفرنسية، التي تشكل نحو 28% من مفردات الإنجليزية الحديثة، ومن اللاتينية، والتي تشكل أيضًا نحو 28%. وهكا، ورغم أن معظم إجمالي مفرداتها يأتي من اللغات الرومنسية، فإن قواعدها، وصوتياتها، ومعظم كلماتها الأكثر شيوعًا في الاستخدام تبقيها تحت تصنيف اللغات الجرمانية في علم أصول اللغات. توجد الإنجليزية في سلسلة لهجوية مع اللغة الإسكتلندية وهي أشد ارتباطًا باللغتين السكسونية الدنيا والفريزية.

## تاريخ مختصر
بدأ تاريخ اللغة الإنجليزية في الجزيرة البريطانية بقدوم قبائل جرمانية ابتداءً من القرن الخامس الميلادي (الأول قبل الهجرة) لتحل محل القبائل القلطية الأصيلة التي نزحت نحو المرتفعات في غربي الجزيرة، ويحل لسانهم محل اللسان القلطي. كانت هذه القبائل المهاجرة مكونةً أساسًا من الأنجليين، الذين بهم تسمت الإنجليزية، والصاقسيين، واليوطيين. اتحدت لهجاتهم الجرمانية لتشكل الصورة الأولى للغة الإنجليزية، والتي اصطلح في العصر الحديث على تسميتها الإنجليزية القديمة.
عرفت اللغة الإنجليزية القديمة بعد ذلك تحولات مهمةً، أولًا مع قدوم مهاجرين إسكندنافيين يتحدثون الإسكندنافية القديمة، وهي لغة جرمانية شمالية، وثانيًا مع الغزو النرمندي لإنجلترا في عام 1066 مـ (458 هـ)، الذي يتخذه الدارسون لحظة بداية اللغة الإنجليزية الوسيطة، والذي جلب للجزيرة اللغة الفرنسية القديمة، وبالتحديد اللهجة النرمندية القديمة. كان للفرنسية النرمندية أثر بالغ في معجم اللغة الإنجليزية التي اقترضت منها الكلمات المتعلقة بالحقل السياسي والتشريعي. وكان للإنجليزية بدورها أثر على الفرنسية المحكية في إنجلترا، التي صارت لهجةً مستقلةً يطلق عليها اسم النرمندية الإنجليزية.
أكبر حدث جعل اللغة الإنجليزية أقرب لما هي عليه الآن من الناحية الصوتية هو التغير الصائتي الكبير، الذي انطلق جنوبي الجزيرة البريطانية في مطلع القرن الخامس عشر الميلادي، واستمر تدريجيًا ليشمل جميع اللهجات الإنجليزية بحلول القرن الثامن عشر الميلادي. هذا التغير الصائتي شمل أساسًا الصوائت الطويلة (حروف المد) التي صيرها لينةً. على سبيل المثال، كانت كلمة «mouth» (فم) تقرأ في الأصل /مُوث/، فأصبحت بفعل التغير الصائتي الكبير وإلى هذا الحين تقرأ /مَوث/. ومثل ذلك أيضًا كلمة «time» (وقت، زمن) التي كانت تقرأ /تِيم/ وأصبحت تقرأ /تَيم/. ويعد هذا الحدث أبرز ما يميز الإنجليزية الحديثة الناشئة، وهو اسم طور اللغة الإنجليزية الذي تبع الإنجليزية الوسيطة. أهم الأعمال الأدبية في هذه الفترة ما ألفه شاكسبير، الذي تنسب إليه أحيانًا اللغة الإنجليزية فتدعى لغة شاكسبير، وترجمة الإنجيل إلى الإنجليزية التي أمر الملك جامس بإنجازها. واسم «جامس» هنا هو النطق القديم لـ«James» قبل تمام التغير الصائتي الكبير، ليصبح نطقه «جيمس»؛ كذلك اسم «شاكِسْبِير» (Shakespeare) الذي أصبح يقرأ «شَيْكِسْبِير».

## التصنيف
اللغة الإنجليزية لغة هندية أوروبية وتنتمي لمجموعة اللغات الجرمانية الغربية من اللغات الجرمانية. نشأت الإنجليزية القديمة من سلسلة لهجوية جرمانية قبلية على امتداد الساحل الفريزي لبحر الشمال، التي تطورت لغاته تدريجيًا إلى اللغات الأنجلية في الجزر البريطانية، واللغات الفريزية والألمانية الدنيا/السكسونية الدنيا على بر القارة. اللغات الفريزية، والتي إلى جانب اللغات الأنجلية تشكل اللغات الأنجلوفريزية، هي أقرب اللغات الحية إلى الإنجليزية. الألمانية الدنيا/السكسونية الدنيا أيضًا قريبة الصلة، وأحيانًا تجمع الإنجليزية، واللغات الفريزية، والألمانية الدنيا معًا تحت مسمى اللغات الجرمانية لبحر الشمال، مع أن هذا التصنيف يظل محط نقاش. تطورت الإنجليزية القديمة إلى الإنجليزية الوسطى، التي تطورت بدورها إلى الإنجليزية الحديثة. تطورت لهجات محددة من الإنجليزية القديمة والوسطى أيضًا إلى عدد من اللغات الأنجلية الأخرى، ومنها الإسكتلندية واللهجة الفنغالية المنقرضة ولغة يولا في إيرلندا.
كما الأيسلندية والفاروية، فإن تطور اللغة الإنجليزية في الجزر البريطانية عزلها عن اللفات الجرمانية القارية وتأثيراتها، وقد اتخذت مسارًا مختلفًا بشكل حاد منذ ذلك. ليست الإنجليزية قابلة للفهم المتبادل مع أي من اللغات الجرمانية القارية، إذ تختلف بالمفردات، والبنية النحوية، والنطقيات، رغم أن بعض هذه اللغات، كالهولندية والفريزية، تظهر تشابهات قوية مع الإنجليزية، وخصوصًا مع مراحلها المبكرة.
على عكس الأيسلندية والفاروية، اللتين كانتا منعزلتين، فإن تطور الإنجليزية تأثر بسلسلة طويلة من اجتياحات الجزر البريطانية من قبل شعوب ولغات أخرى، وخصوصًا اللغة النوردية القديمة والفرنسية. وقد تركت تلك علامةً عميقة خاصة بها على اللغة، بحيث تظهر الإنجليزية بعض التشابهات في المفردات والقواعد مع العديد من اللغات خارج زمرتها اللغوية – ولكن لا يمكن فهمها بشكل تبادلي مع أي من تلك اللغات كذلك. جادل بعض المختصين أن الإنجليزية يمكن اعتبارها لغةً مختلطةً أو لغة مولدة – وهي نظرية تسمى فرضية اللغة الإنجليزية الوسطى المولدة. وعلى الرغم من أن الأثر الكبير لهذه اللغات على مفردات الإنجليزية الحديثة معترف به بشكل واسع، فإن معظم المختصين في اتصال اللغات لا يعتبرون الإنجليزية لغة مختلطةً حقيقية.
تصنف اللغة الإنجليزية لغةً جرمانيةً لأنها تتشارك بالمبتكرات اللغوية مع لغات جرمانية أخرى كالهولندية، والألمانية، والسويدية. تظهر هذه المبتكرات المشتركة أن اللغات انحدرت من سلف واحد كشترك يدعى اللغة الجرمانية البدائية. تشمل بعض المزايا المشتركة للغات الجرمانية تقسيم الأفعال لأفعال قوية وضعيفة، واستخدام الأفعال الصوغية، وتغيرات الأصوات التي تؤثر على الأحرف الساكنة الهندية الأوروبية البدائية، والمعروفة باسم قوانين غريم وفيرنر. تصنف الإنجليزية لغةً أنجلوفريزية لأن الفريزية والإنجليزية تشتركان في مزايا أخرى، مثل تحنيك الأحرف الساكنة التي كانت أحرفًا حلقية في الجرمانية البدائية.

## التاريخ

### لمحة عن التاريخ
تطورت أقدم أنواع اللغة الإنجليزية، والمعروفة جمعيًا باسم الإنجليزية القديمة أو «الأنجلوسكسونية»، من مجموعة من اللهجات الجرمانية الخاصة ببحر الشمال أحضرت إلى بريطانيا في القرن الخامس. تأثرت لهجات اللغة الإنجليزية القديمة لاحقًا بالمستوطنين والغزاة من الفايكينغ الذين يتحدثون النوردية القديمة، بدءًا من القرنين الثامن والتاسع. بدأت الإنجليزية الوسطى في أواخر القرن الحادي عشر بعد غزو النورمان لإنجلترا، حين دخل كم معتبر من المفردات الفرنسية القديمة إلى اللغة الإنجليزية على مدى نحو ثلاثة قرون.
بدأت الإنجليزية الحديثة المبكرة في أواخر القرن الخامس عشر مع بدء تحول الحروف الصوتية الكبير وتوجه عصر النهضة نحو استعارة المزيد من الكلمات والجذور اللاتينية والإغريقية، على تزامن مع إدخال آلة الطباعة إلى لندن. بلغت هذه الحقبة ذروتها بشكل خاص في نسخة الملك جيمس للكتاب المقدس وأعمال ويليام شكسبير. أدت آلة الطباعة بشكل كبير إلى توحيد التهجئة الإنجليزية، والتي بقيت دون تغيير كبير منذ ذاك، رغم ظهور مجموعة واسعة من التحولات الصوتية في اللهجات الإنجليزية لاحقًا.
انتشرت الإنجليزية الحديثة حول العالم منذ القرن السابع عشر كنتيجة للتأثير العالمي للإمبراطورية البريطانية والولايات المتحدة. من خلال كل أنواع الوسائط المطبوعة والإلكترونية في هذه البلدان، أصبحت الإنجليزية اللغة الأولى في الخطاب الدولي ولغة الأمر الواقع في العديد من المناطق والسياقات المهنية كالعلوم، والملاحة، والقانون. قواعدها الحديثة نتيجة تغير تدريجي من نمط تمييز مستقل نمطي في اللغات الهندية الأوروبية مع تشكيل صرفي غني وترتيب حر نسبيًا للكلمات في نمط تحليلي في أغلبه بتصريف قليل وترتيب شبه ثابت للجملة فاعل–فعل–مفعول به. تعتمد الإنجليزية الحديثة على الأفعال المساعدة وترتيب الكلمات للتعبير عن الأزمان والمنظورات والأمزجة المعقدة، بالإضافة إلى التركيب المبني للمجهول، والاستفهام، وبعض النفي.

### من الجرمانية البدائية إلى الإنجليزية القديمة
يدعى الشكل الأقدم من الإنجليزية الإنجليزية القديمة أو الأنجلوسكسونية (نحو 550-1066). تطورت الإنجليزية القديمة من مجموعة من اللهجات الجرمانية الغربية، التي غالبًا ما تصنف ضمن مجموعة اللغات الأنجلوفريزية أو جرمانية بحر الشمال، وكانت متداولةً بالأصل على سواحل فريزيا، وسكسونيا السفلى، وجنوب يوتلاند بين الشعوب الجرمانية المعروفة في سجل التاريخ باسم الأنجل، والسكسون، والجوت. من القرن الخامس، استوطن الأنجلوسكسون بريطانيا مع انهيار الاقتصاد والإدارة الرومانية. بحلول القرن السابع، أصبحت هذه اللغة الجرمانية للأنجلوسكسونيين سائدةً في بريطانيا، مستبدلةً لغات بريطانيا الرومانية (43–409): البريثونية العامة، اللغة القلطية، واللاتينية البريطانية، والتي جلبها إلى بريطانيا الاحتلال الروماني. في هذا الوقت، قاومت هذه اللهجات بشكل عام تأثير اللغات البريثونية واللاتينية التي كانت محلية. إنجلترا والإنجليزية كلاهما منسوب إلى الأنجل.
قسمت الإنجليزية القديمة إلى أربع لهجات: اللهجات الأنجلية (الميرسية والنورثمبرية) واللهجات السكسونية (الكنتية والسكسونية الغربية). ومن خلال الإصلاحات التعليمية للملك ألفرد في القرن التاسع وتأثير مملكة ويسكس، أصبحت لهجة سكسونيا الغربية النوع القياسي المكتوب. كتبت القصيدة الملحمية بيووولف بالسكسونية الغربية، وكتبت أول قصيدة إنجليزية، ترنيمة كيدمون، بالنورثمبرية. تطورت الإنجليزية الحديثة بشكل رئيسي من الميرسية، ولكن لغة الاسكتلنديين تطورت من النورثمبرية. كُتبت بضع كتابات قصيرة من الحقبة المبكرة للإنجليزية القديمة باستخدام خط روني. بحلول القرن السادس، تبنيت أبجدية لاتينية، كتبت بحروف نصف بوصية. وقد ضمت الحرفين الرونيين وين ⟨ƿ⟩ وثورن ⟨þ⟩، وحرفين لاتينيين معدلين إيث ⟨ð⟩ وآش ⟨æ⟩.
اللغة الإنجليزية القديمة في الأساس لغة متميزة عن اللغة الإنجليزية الحديثة ويكاد يكون فهمها مستحيلًا على المتحدثين باللغة الإنجليزية في القرن الحادي والعشرين من غير الدارسين لها. كانت قواعدها شبيهةً بالألمانية الحديثة: كان للأسماء، والصفات، والضمائر، والأفعال الكثير من النهايات والأشكال ذات التصريف، وكان ترتيب الكلمات أكثر حريةً بكثير من الإنجليزية الحديثة. للإنجليزية الحديثة أشكال مصرفة للضمائر (he, him, his) وبعض الأفعال المصرفة (speak, speaks, speaking, spoke, spoken)، ولكن الإنجليزية القديمة كان فيها تصريف للأسماء أيضًا، وكان للأفعال نهايات أكثر متعلقة بالشخص والعدد. أقرب أقربائها الفريزية القديمة، ولكن حتى بعد عدة قرون من هجرة الأنجلوسكسون، حافظت الإنجليزية القديمة على كونها تبادلية الفهم بشكل معتبر مع اللغات الجرمانية الأخرى. حتى في القرنين التاسع والعاشر، وسط دانلو وغزوات الفايكينغ الأخرى، هناك أدلة تاريخية على أن النوردية القديمة والإنجليزية القديمة احتفظتا بالفهم المتبادل بينهما، رغم أنه على الأرجح أن اللهجات الشمالية للإنجليزية القديمة أشبه بالنوردية القديمة من اللهجات الجنوبية. نظريًا، وصولًا إلى أواخر القرن العاشر بعد الميلاد، كان يمكن لشخص من عوام أجزاء (شمالية) معينة من إنجلترا أن يجري محادثةً مع شخص من عوام أجزاء معينة من اسكندنافيا. يستمر البحث في تفاصيل القبائل الكثيرة من شعوب إنجلترا والدول الاسكندنافية والاتصالات المتبادلة بينهم.

### تأثير النوردية القديمة
من القرن الثامن حتى القرن الحادي عشر، تحولت الإنجليزية القديمة تدريجيًا من خلال تلاقي اللغات مع النوردية القديمة في بعض المناطق. وضعت موجات استعمار النورديين (الفايكينغ) للأجزاء الشمالية للجزر البريطانية في القرنين الثامن والتاسع الإنجليزية القديمة على اتصال وثيق مع النوردية القديمة، وهي لغة جرمانية شمالية. كان التأثير النوردي أقواه في النسخ الشمالية الشرقية للإنجليزية القديمة المنطوقة في منطقة دانلو حول يورك، التي كانت مركز الاستعمار النوردي؛ ما تزال هذه المزايا اليوم حاضرةً بشكل خاص في اللغة الإسكتلندية والإنجليزية الشمالية. كان مركز الإنجليزية المتأثرة بالنوردية في الميدلاندز حول ليندسي. بعد 920 م، عندما أعيد ضم ليندسي إلى المشهد السياسي الأنجلوسكسوني، انتشرت الإنجليزية بشكل موسع في أرجاء المنطقة.
من عناصر التأثير النوردي المستمرة في كل أشكال الإنجليزية اليوم مجموعة ضمائر الشخص الثالث التي تبدأ بالبادئة th- (they, them, their) التي حلت محل الضمائر الأنجلوسكسونية التي تبدأ بالحرف h- (hie, him, hera). من الكلمات الأساسية المستعارة من النوردية «give»، «get»، «sky»، «skirt»، «egg»، «cake»، وهي عادةً تحل محل مكافئ أنجلوسكسوني محلي. احتفظت النوردية القديمة في هذه الحقبة بمقدارم عتد به من القدرة على الفهم المتبادل مع بعض لهجات الإنجليزية القديمة، وخصوصًا الشمالية منها.

### الإنجليزية الوسطى
غالبًا ما تعرف الإنجليزية الوسطى اعتباطيًا بأنها تبدأ مع غزو إنجلترا من قبل ويليام الفاتح في 1066، ولكنها تطورت أكثر في الفترة من 1200 إلى 1450.
مع الغزو النورماندي لإنجلترا في 1066، خضعت الإنجليزية القديمة التي أصبحت الآن متأثرة بالنوردية لموجة أخرى من الاتصال الكثيف، ولكن هذه المرة مع الفرنسية القديمة، بالتحديد الفرنسية النورماندية القديمة. تطورت الفرنسية النورماندية التي تحدثت بها النخبة في إنجلترا أخيرًا إلى اللغة الأنجلونورماندية. لأن النورماندية كان يتحدث بها بشكل رئيسي النخب والنبلاء، بينما استمرت الطبقات الدنيا بالتكلم بالإنجليزية، فإن التأثير الأساسي للنورمان كان إدخال مجموعة واسعة من الكلمات المستعارة الخاصة بالسياسة، والتشريع، والمجالات الاجتماعية المرموقة. بسطت الإنجليزية الوسطى أيضًا بشكل كبير نظام التصريف، على الأرجح للتوفيق بين النوردية القديمة والإنجليزية القديمة، اللتين كانتا مختلفتين في التصريف ولكن متشابهتين في الصيغ. ضاع الفرق بين حالتي الرفع والنصب باستثناء الضمائر الشخصية، وحالة الصرف الأداتية اختفت، واقتصر استخدام الإضافة على الإشارة إلى الملكية. وضع نظام الصرف قواعد للكثير من الأشكال التصريفية التي كانت شاذة، وبسط بالتدريج نظام الموافقة، ما جعل ترتيب الكلمات أقل مرونة.
في إنجيل ويكليف من ثمانينيات القرن الرابع عشر، كانت آية متى 8:20: Foxis han dennes, and briddis of heuene han nestis. وهنا ما تزال لاحقة الجمع -n ظاهرةً على الفعل have، ولكن نهايات الحالات على الأسماء كلها اختفت. بحلول القرن الثاني عشر كانت الإنجليزية الوسطى كاملة النضوج، وتجمع بين خصائص نوردية وفرنسية معًا؛ وظلت متحدثًا بها حتى الانتقال إلى الإنجليزية الحديثة المبكرة نحو عام 1500. يشمل أدب الإنجليزية الوسطى حكايات كانتربري لجيفري تشوسر، وموت آرثر لتوماس مالوري. انتشر استخدام اللهجات المناطقية في الكتابة في عصر الإنجليزية الوسطى، وقد استخدمت خصائص اللهجات كأداة حتى من قبل كتاب مثل تشوسر. 

### الإنجليزية الحديثة المبكرة
كان العصر التالي في تاريخ الإنجليزية عصر الإنجليزية الحديثة المبكرة (1500–1700). امتازت الإنجليزية الحديثة المبكرة بتحول الأحرف الصوتية الكبير (1350–1700)، والتبسيط الصرفي، والقياس اللغوي.
أثر تحول الأحرف الصوتية الكبير على الأحرف الصوتية الطويلة في الإنجليزية الوسطى. وقد كان تحولًا مسلسلًا، ما يعني أن كل تحول أدى إلى تحول لاحق في نظام الأحرف الصوتية. رفعت الأحرف الصوتية الوسطى والمفتوحة، والأحرف الصوتية المغلقة قسمت إلى صوائت مزدوجة. مثلًا، كانت تنطق كلمة bite كما تنطق كلمة beet اليوم، والحرف الصوتي الثاني في about كان ينطق مثل كلمة boot اليوم. يفسر تحول الأحرف الصوتية الكبير العديد من الحالات الشاذة في التهجئة لأن الإنجليزية تحتفظ بالكثير من طرق تهجئة الإنجليزية الوسطى، وهو يفسر أيضًا سبب امتلاك الأحرف الصوتية الإنجليزية للعديد من طرق النطق المختلفة عن الأحرف نفسها في اللغات الأخرى.
بدأت الإنجليزية تعلو لمكانة مرموقة، بالنسبة إلى الفرنسية النورماندية، خلال فترة حكم هنري الخامس. ونحو 1430، بدأت المحكمة الجنائية في وستمنستر باستخدام الإنجليزية في وثائقها الرسمية، وتطور شكل قياسي جديد من الإنجليزية الوسطى، عرف باسم معيار المحكمة، من لهجات لندن وميدلاندز الشرقية. في 1476، قدم ويليام كاكستون آلة الطباعة لإنجلترا وبدأت نشر أولى الكتب المطبوعة في لندن، موسعةً تأثير هذا الشكل من الإنجليزية. يشمل أدب الإنجليزية الحديثة المبكرة أعمال ويليام شيكسبير وترجمة الإنجيل التي أصدرها الملك جيمس الأول. حتى بعد التحول الصوتي ظلت اللغة مختلفة الوقع عن الإنجليزية الحديثة: مثلًا، كانت تراكيب الأحرف الساكنة /kn gn sw/ في كلمات مثل knight، gnat، sword ما تزال تنطق. تمثل العديد من المزايا النحوية التي قد يجدها القارئ الحديث لويليام شيكسبير باليةً أو قديمةً المزايا الخاصة بالإنجليزية الحديثة المبكرة.
في نسخة الملك جيمس 1611 من الإنجيل، التي كتبت بالإنجليزية الحديثة المبكرة، يأتي في متى 8:20 «The Foxes jaue holes and the birds of the ayre haue nests»؟ وهذا مثال على فقدان الحالة الإعرابية وآثارها على بنية الجملة (استبدال ترتيب فاعل–فعل–مفعول، واستخدام of بدلًا من الإضافة لغير الملكية)، وإدخال كلمات مستعارة من الفرنسية (ayre) وإبدال الكلمات (كلمة bird وكانت في الأصل تعني «صوص» حلت محل fugol من الإنجليزية القديمة). 

### انتشار الإنجليزية الحديثة
بحلول أواخر القرن الثامن عشر، كانت الإمبراطورية البريطانية قد نشرت الإنجليزية عن طريق مستعمراتها وهيمنتها الجيوسياسية. ساهم كل من التجارة، والعلوم، والتكنولوجيا، والسياسة، والفن، والتعليم الرسمي في أن تصبح الإنجليزية أول لغة عالمية بحق. سهلت الإنجليزية أيضًا التواصل الدولي عبر العالم. تبنيت الإنجليزية في أجزاء من أمريكا الشمالية، وأجزاء من أفريقيا، وأوقيانوسيا، والكثير من المناطق الأخرى. عندما حصلت على استقلالها السياسي، اختارت بعض الولايات حديثة الاستقلال التي امتلكت عدة لغات محلية أصلية أن تستمر باستخدام اللغة الإنجليزية لتفادي الصعوبات السياسية والصعوبات الأخرى المتأصلة في الترويج لأي لغة أصلية دون الأخرى. في القرن العشرين تسبب التأثير الاقتصادي والثقافي المتنامي للولايات المتحدة ودورها كقوة عظمى بعد الحرب العالمية الثانية، إلى جانب الإذاعة العالمية باللغة الإنجليزية عن طريق بي بي سي وشبكات إذاعية أخرى، انتشار اللغة عبر الكوكب بسرعة أكبر بكثير. في القرن الحادي والعشرين، اللغة الإنجليزية أكثر انتشارًا في النطق والكتابة من أي لغة قط.
مع تطور الإنجليزية الحديثة، نشرت قواعد صريحة للاستخدام القياسي، وانتشرت من خلال الوسائط الرسمية كالتعليم العام والمنشورات التي رعتها الدولة. في 1755 نشر صامويل جونسون معجمه قاموس للغة الإنجليزية، الذي قدم التهجئة القياسية للكلمات وقواعد الاستخدام. في 1828، نشر نوح ويبستر قاموس أمريكي للغة الإنجليزية لمحاولة تأسيس قاعدة للكلام والكتابة بالإنجليزية الأمريكية تكون مستقلة عن المعيار البريطاني. وداخل بريطانيا، كانت خصائص اللهجات غير القياسية أو الخاصة بالطبقة الأدنى توصم بازدياد، ما أدى إلى الانتشار السريع للهجات المرموقة بين الطبقات الوسطى.
في الإنجليزية الحديثة، يكاد يكون ضياع الحالة الصرفية تامًا (هي الآن موجودة في الضمائر فقط، مثل he وhim، وshe، وher، وwho، وwhom)، وترتيب الكلمات فاعل–فعل–مفعول ثابت في الغالب. بعض التغييرات، كاستخدام دعامة do أصبحت معممة. (لم تكن الإنجليزية السابقة تستخدم فعل «do» كفعل مساعد عام كما تفعل الإنجليزية الحديثة؛ في البداية كان يستخدم فقط في بناء الاستفهام، وحتى عندها لم يكن إلزاميًا. الآن، فإن دعامة do مع فعل have أصبحتا معممتين بازدياد على القياس). استخدام الأشكال المضارعة في -ing، يبدو أنه ينتشر إلى تراكيب جديدة، وأشكال مثل had been being built تصير أكثر شيوعًا. وضع القواعد للأشكال الشاذة يستمر أيضًا ببطء (مثلًا dreamed بدل dreamt)، والبدائل التحليلية للأشكال الصرفية آخذة بالازدياد (مثلًا، more polite بدلًا من politer). تخضع الإنجليزية البريطانية أيضًا للتغيير تحت تأثير الإنجليزية الأمريكية، معززةً بالحضور القوي للإنجليزية الأمريكية في الإعلام والمكانة المقرونة بالولايات المتحدة كقوة عالمية.

## التوزيع الجغرافي
في 2016، كان 400 مليون شخص يتحدثون الإنجليزية كلغة أولى، و1,1 مليار شخص يتحدثونها كلغة ثانية. الإنجليزية هي أكبر لغة من حيث عدد الناطقين. تتحدث باللغة الإنجليزية مجتمعات في كل قارة وعلى جُزُر في كل المحيطات الكبرى.
يمكن تصنيف البلدان التي يتحدث بها الناس باللغة الإنجليزية إلى صنفين وفقًا لكيفية استخدام الإنجليزية في كل بلد. تشترك بلدان «الدائرة الداخلية» ذات العديد من الناطقين باللغة الإنجليزية كلغة أم بمعيار عالمي للإنجليزية المكتوبة وتؤثر بشكل مشترك على قواعد النطق بالإنجليزية حول العالم. لا تنتمي الإنجليزية لبلد واحدة فقط، ولا تنتمي بشكل حصري لسليلي المستوطنين الإنجليز. الإنجليزية لغة رسمية لبلدان قليل من سكانها من سلالة الناطقين الأصليين باللغة الإنجليزية. وقد أصبحت أيضًا بفارق كبير أهم لغة تواصل دولي عندما يلتقي من لا يتشاركون لغة أصلية واحدة في أي مكان في العالم.

### ثلاث دوائر للدول الناطقة بالإنجليزية
ميز باحث اللغات الهندي براج كاتشرو الدول الناطقة بالإنجليزية بنموذج ذي ثلاث دوائر. في نموذجه:
- دول «الدائرة الداخلية» فيها مجتمعات كبيرة من المتحدثين الأصليين باللغة الإنجليزية.
- دول «الدائرة الخارجية» فيها مجتمعات صغيرة من المتحدثين الأصليين باللغة الإنجليزية ولكن مع وجود انتشار واسع لاستخدام الإنجليزية كلغة ثانية في التعليم أو البث أو لأهداف محلية رسمية.
- دول «الدائرة الموسعة» دول يتعلم فيها العديد من الناس الإنجليزية كلغة أجنبية.

بنى كاتشرو نموذجه على تاريخ كيفية انتشار الإنجليزية في الدول المختلفة، وكيفية تعلم المستخدمين للإنجليزية، ونطاق استخدامات الإنجليزية في كل بلد. والدوائر الثلاث تغير أعضاءها مع الزمن.
تشمل الدول ذات المجتمعات الكبيرة من المتحدثين الأصليين بالإنجليزية (الدائرة الداخلية) بريطانيا، والولايات المتحدة، وأستراليا، وكندا، وإيرلندا، ونيوزيلاندا، حيث تتحدث الأكثرية باللغة الإنجليزية، وجنوب أفريقيا، حيث تتحدث أقلية مهمة باللغة الإنجليزية. الدول ذات أكبر عدد من المتحدثين بالإنجليزية هي، بترتيب تنازلي، الولايات المتحدة (231 مليون على الأقل)، المملكة المتحدة (60 مليون)، كندا (19 مليون)، أستراليا (على الأقل 17 مليون)، جنوب أفريقيا (4,8 مليون)، إيرلندا (4,2 مليون)، نيوزيلندا (3,7 مليون). في هذه الدول، يتعلم أبناء المتحدثين الأصليين الإنجليزية من آبائهم، ويتعلم المحليون الذين يتحدثون لغات أخرى والمهاجرون الجدد الإنجليزية للتواصل في أحيائهم وأماكن عملهم. توفر دول الدائرة الداخلية القاعدة التي تنتشر الإنجليزية منها إلى البلدان الأخرى في العالم.
تتراوح تقديرات أعداد المتحدثين باللغة الإنجليزية كلغة ثانية ولغة أجنبية بشدة بين 470 مليونًا حتى أكثر من مليار شخص، حسب كيفية تعريف إتقان اللغة. يقدر العالم اللغوي ديفيد كريستال أن المتحدثين غير الأصليين يتجاوزون الآن المتحدثين الأصليين بنسبة 3 إلى 1. في نموذج كاتشرو ذي الدوائر الثلاث، دول «الدائرة الخارجية» هي دول مثل الفيليبين، جامايكا، الهند، باكستان، سنغافورة، ماليزيا، نيجيريا بنسب أصغر بكثير من المتحدثين الأصليين بالإنجليزية ولكن مع انتشار استخدام الإنجليزية كلغة ثانية للتعليم، أو الحكومة، أو التجارة المحلية، ومع استخدامها بشكل معتاد في التعليم في المدارس والتفاعلات الرسمية مع الحكومة.
لهذه البلدان ملايين المتحدثين الأصليين بسلسلة لهجوية تتراوح من لغة مولدة ذات أساس إنجليزي حتى نسخة أكثر قياسيةً من الإنجليزية. في هذه الدول عدد أكبر بكثير من المتحدثين بالإنجليزية الذين يتعلمون الإنجليزية مع نموهم من خلال الاستخدام اليومي والاستماع إلى الإذاعة، خصوصًا إذا كانوا يذهبون إلى مدارس تكون فيها الإنجليزية وسيط التعليم. قد تكون نسخ الإنجليزية التي يتعلمها المتحدثون غير الأصليون المولودون لأهل يتحدثون الإنجليزية متأثرةً، وخصوصًا من حيث القواعد، باللغات الأخرى التي يتحدثها هؤلاء المتعلمون. تشمل معظم هذه الأنواع من الإنجليزية كلمات قلما يستخدمها المتحدثون الأصليون بالإنجليزية في بلدانهم في الدائرة الداخلية، وقد تظهر فروقًا قواعدية وصوتية عن الأنواع الخاصة بالدائرة الداخلية أيضًا. غالبًا ما تؤخذ الإنجليزية القياسية لدول الدائرة الداخلية قاعدةً لاستخدام الإنجليزية في دول الدائرة الخارجية.
في نموذج الدوائر الثلاث، تكون دول مثل بولندا، والصين، والبرازيل، وألمانيا، واليابان، وإندونيسيا، ومصر، ودول أخرى تدرس فيها الإنجليزية كلغة أجنبية «الدائرة الموسعة». غالبًا ما تكون الفروق المميزة بين الإنجليزية كلغة أولى، وكلغة ثانية، وكلغة أجنبية خاضعة للنقاش وقد تتغير في بلدان معينة مع الزمن. مثلًا، ففي هولندا وبعض البلدان الأخرى في أوروبا، تكاد تكون معرفة الإنجليزية كلغة ثانية عامة، مع أكثر من 80 بالمئة من السكان قادرين على استخدامها، ولذلك فإن الإنجليزية تستخدم بشكل روتيني للتواصل مع الأجانب وغالبًا في التعليم العالي. في هذه البلدان، ومع أن الإنجليزية لا تستخدم في أمور الحكومة، فإن انتشار استخدامها يجعلها على الحدود بين «الدائرة الخارجية» و«الدائرة الموسعة». الإنجليزية فريدة بين لغات العالم من حيث كمية مستخدميها من غير المتحدثين الأصليين والذين يتحدثون بالإنجليزية كلغة ثانية أو لغة أجنبية.
يستخدم العديد من مستخدمي الإنجليزية في الدائرة الموسعة للتواصل مع ناس آخرين من الدائرة الموسعة، بحيث لا يلعب التفاعل مع المتحدثين الأصليين بالإنجليزية دورًا في قرارهم استخدام اللغة. تستخدم الأنواع غير الأصلية من الإنجليزية بشكل واسع للتواصل الدولي، وغالبًا ما يقابل المتحدثون بنوع من هذه الأنواع مزايا الأنواع الأخرى. يحدث كثيرًا جدًا اليوم في محادثات باللغة الإنجليزية في أي مكان في العالم ألا يكون أي من المتحدثين متحدثًا أصليًا باللغة الإنجليزية على الإطلاق، حتى عند وجود متحدثين من عدة دول مختلفة. وهذا صحيح بالتحديد في المفردات المشتركة في الرياضيات والعلوم.

### الإنجليزية متعددة المراكز
الإنجليزية لغة متعددة المراكز، ما يعني ألا سلطة قومية واحدة تضع المعيار لاستخدام اللغة. تتبع الإنجليزية المنطوقة، بما فيها الإنجليزية المستخدمة في البث، عمومًا معايير نطق قومية تؤسس بالعرف لا بالتشريع. عادةً ما يمكن تمييز انتماء البث لبلد معينة دون الأخرى من خلال اللهجات، ولكن نصوص الأخبار تصاغ بشكل كبير حسب معيار الإنجليزية المكتوبة العالمي. يحافَظ على معايير اللغة الإنجليزية القياسية المكتوبة من خلال إجماع المتحدثين بالإنجليزية المتعلمين حول العالم، دون أي إشراف من قبل أي حكومة أو منظمة دولية. فالمستمعون الأمريكيون يفهمون بسهولة معظم برامج البث البريطانية، ويفهم المستمعون البريطانيون بسهولة معظم برامج البث الأمريكية. يستطيع معظم المتحدثين باللغة الإنجليزية حول العالم فهم البرامج الإذاعية والبرامج التلفزيونية والأفلام من أجزاء كثيرة من العالم الناطق باللغة الإنجليزية. يمكن أن يتضمن كلا النوعين القياسي وغير القياسي من اللغة الإنجليزية كلًا من الأساليب الرسمية أو غير الرسمية، والتي تتميز باختيار الكلمات وبناء الجملة وتستخدم السجلات التقنية وغير التقنية كليهما.
ساعد تاريخ الاستيطان لدول الدائرة الداخلية الناطقة باللغة الإنجليزية خارج بريطانيا على تسوية الفروق بين اللهجات وإنتاج أشكال كوينية من اللغة الإنجليزية في جنوب أفريقيا وأستراليا ونيوزيلندا. اعتمدت غالبية المهاجرين إلى الولايات المتحدة من دون سلف بريطاني اللغة الإنجليزية بسرعة بعد وصولهم. غالبية سكان الولايات المتحدة الآن هم من المتحدثين باللغة الإنجليزية أحاديي اللغة.
- ليس لأستراليا لغات رسمية على المستوى الفدرالي أو مستوى الولايات.[95]
- في كندا، تتشارك الإنجليزية والفرنسية صفة الرسمية على المستوى الفدرالي.[96][97] للإنجليزية صفة رسمية أو رسمية شريكة في ست محافظات وثلاث مناطق، بينما ليس من لغة رسمية في ثلاث محافظات ولغة كيبك الرسمية الوحيدة هي الفرنسية.[98]
- الإنجليزية هي اللغة الرسمية الثانية لإيرلندا، بينما الإيرلندية هي الأولى.[99]
- بينما لنيوزيلاندا أغلبية ناطقة بالإنجليزية،[100] فإن لغتيها الرسميتين هما الماوري ولغة الإشارة النيوزيلاندية.[101]
- ليس للملكة المتحدة لغة رسمية. في ويلز وإيرلندا الشمالية، فإن اللغة الإنجليزية لغة رسمية مشاركة إلى جانب الويلزية[102] والإيرلندية[103] على التوالي. ليس لأي من اسكتلندا ولا إنجلترا لغة رسمية.
- في الولايات المتحدة، ليس هناك لغة رسمية على المستوى الفدرالي.[104][105] للإنجليزية صفة رسمية أو شبه رسمية في 32 ولاية، بالإضافة إلى المناطق الخمس كلها.[106] لا تمتلك ثماني عشرة ولايةً بالإضافة إلى مقاطعة كولومبيا أي لغة رسمية.

## الدول الأكثر نطقًا بالإنجليزية
| الدولة           | العدد الكلي | النسبة من السكان | لغة أولى    | كلغة إضافيَّة                                 | تعداد السكان  |
| ---------------- | ----------- | ---------------- | ----------- | ------------------------------------------- | ------------- |
| الولايات المتحدة | 267,444,149 | 94%              | 225,505,953 | 41,938,196                                  | 280,950,438   |
| الهند            | 125,344,736 | 12%              | 226,449     | 86,125,221 كلغة ثانية 38,993,066 كلغة ثالثة | 1,210,193,422 |
| باكستان          | 88,690,000  | 49%              |             | 88,690,000                                  | 180,440,005   |
| نيجيريا          | 79,000,000  | 53%              | 4,000,000   | >75,000,000                                 | 148,000,000   |
| المملكة المتحدة  | 59,600,000  | 98%              | 58,100,000  | 1,500,000                                   | 60,000,000    |
| الفلبين          | 48,800,000  | 58%              | 3,427,000   | 43,974,000                                  | 84,566,000    |
| كندا             | 25,246,220  | 85%              | 17,694,830  | 7,551,390                                   | 29,639,030    |
| أستراليا         | 18,172,989  | 92%              | 15,581,329  | 2,591,660                                   | 19,855,288    |
| جنوب أفريقيا     |             | 9.6%             | 4,892,623   |                                             | 51,770,560    |
| إيرلندا          |             | 94%              |             |                                             | 4,588,252     |
| نيوزيلندا        | 3,673,626   | 91.2%            | 3,008,058   | 665,568                                     | 4,027,947     |

## أصواتها
أصوات الإنكليزية كما يلي:
|                | شفتاني   | شفتاني | أسناني شفوي | أسناني شفوي | أسناني | أسناني | لثوي | لثوي | غاري لثوي | غاري لثوي   | غاري | طبقي    | طبقي      | حنجري |
| انفجاري        | پ p      | ب b    |             |             |        |        | ت t  | د d  |           |             |      | ك k     | گ g       |       |
| أنفي           |          | م m    |             |             |        |        |      | ن n  |           |             |      |         | نگ (ڭ) ng |       |
| احتكاكي        |          |        | ف f         | ڤ (ڥ) v     | ث th   | ذ th   | س s  | ز z  | ش sh      | ژ zh, j, si |      | (خ ch)1 |           | ه h   |
| مزجي           |          |        |             |             |        |        |      |      | چ ch      | ج j         |      |         |           |       |
| شبه صامت       | (هْو wh)2 | و w    |             |             |        |        |      | ر r  |           |             | ي y  |         |           |       |
| شبه صامت جانبي |          |        |             |             |        |        |      | ل l  |           |             |      |         |           |       |

1. صوت الخاء كان أصلاً موجود في الإنجليزية القديمة، والآن موجود في اسكتلندا فقط.
2. صوت «هْو» كانت موجودة في كل اللهجات، ولا تزال في بعضها.

## كتابة
تكتب الإنجليزية بالأبجدية اللاتينية، وقد كان للتحول من الحروف الأنجلوساكسونية إلى اللاتينية تأثيره البالغ في صعوبة الإملاء.
تكتب حروف الإنكليزية كالتالي:

   <centre>
--Aa-Ää-Ăă-Ąą-Bb-Cc-Ĉĉ-Çç-Dd-Ee-Ëë-Ęę-Gg-Ğğ-Hh-Ĥĥ-Ii- Iï-Iı-Iî-Jj-Ĵĵ-Kk-Ll-Mm-Nn-Ňň-Ńń-Oo-Öö-Őő-Ôô-Pp-Qq-Rr—Ff-Řř-Ss-Şş-Ŝŝ-Tt-THth-Uu-Üü-Űű-Ûû-Ŭŭ-Vv-Ww-Ŵŵ-Xx-Yy-Ÿÿ-Ŷŷ-Zz-Žž 
</centre>

| الحرف | طريقة نطقه بالعربية | الحرف | طريقة نطقه بالعربية |
| A     | أَي                  | N     | أَن                  |
| B     | بي                  | O     | أُو                  |
| C     | سي                  | P     | بي                  |
| D     | دي                  | Q     | كيو                 |
| E     | إي                  | R     | أَر                  |
| F     | أَف                  | S     | أس                  |
| G     | جي                  | T     | تي                  |
| H     | إتش                 | U     | يو                  |
| I     | آي                  | V     | في                  |
| J     | جاي                 | W     | دابُلْيُو              |
| K     | كاي                 | X     | أَكْس                 |
| L     | أَل                  | Y     | وَاي                 |
| M     | أَم                  | Z     | زِي أو زَد            |

## نحوها وصرفها
في الإنجليزية الترتيب العادي هو الفاعل، ثم الفعل، ثم المفعول به. والصفة تأتي قبل الاسم الموصوف.
كما توجد صفة الفعل Adverb وتأتي بعد الفعل غالباً لها ثلاثة أنواع أحدها فقط يمكن تغيير موقعه من الجملة.

### الاسم
يُصرَّفُ الاسمُ في الإنغليزيةِ لغايتين فقط: للدلالة على العدد (مفرد أو جمع)، وللدلالة على الإضافة.
جمع الاسم بزيادة ـسْ s -أو ـزْ - z مثلا، جمع «كَات» (cat قط) هو «كَاتْسْ» (cats). لكن بعض الكلمات لها ما يشبه جمع التكسير: «مَان» (man رجل) تصبح «مَن» (men). وتضيف السين أيضاً بعد الاسم في حالة الجر بعد اسم (ليس حرف)، لكن تكتبه بشكل آخر، مثلا: مَانْز (man's) تعني الرجلِ أو شيء يملكه الرجل. كما أيضاً يمكننا تحويل الأفعال إلى أسماء أو مصادر بإضافة ing مثل watching تصبح بمعنى مشاهدة ونستخدم ال ing أيضاً في الأفعال المضارعة.

### الفعل
الفعل الإنجليزي بسيط بالمقارنة إلى الفعل العربي. له ثلاثة صيغ عادية: المضارع وهي جذر الكلمة، والماضي بزيادة ـدْ أو ـتْ (ed)، والاسم المفعول التي تشبه الماضي في معظم الكلمات. وأيضا نذكر اسم الفاعل التي دائما هي المضارع بإضافة ـِنْگ (ing). ويمكن الحصول على صيغ أخرى بتركيب هذه الصيغ مع أفعال مساعدة، مثلا للحصول على المجهول تضيف الاسم المفعول بعد «بِي» (be كن)، فتقول «هِي وُوْز كِلْدْ» (He was killed هو قُتل) من «كِلْ» (kill اقتل).
في المضارع، تضيف ـس أو ـز (s) إلى الفعل إذا كان الفاعل الغائب.
فعل كان لها صيغ أكثر من أي فعل أخرى: مثلا: بِي (be) «كُن، أن يكُون»، آم (am) «أكون»، إز (is) «يكون»، وُوْز (was) «كان» وغيرها.

### الضمائر
الضمائر في حال الفاعل هي:
| هو                     | هِي (he)   |
| هي                     | شِي (she)  |
| هو، هي (لشيء غير عاقل) | إِتْ (it)   |
| هم، هن                 | ذَيْ (they) |
| أنت، أنتم، أنتن        | يُو (you)  |
| أنا                    | آي (I)    |
| نحن                    | وِي (we)   |

| إياه، له                         | هِم (him)   |
| إياها، لها                       | هر (her)   |
| هو، هي (لشيء غير عاقل)           | إِتْ (it)    |
| إياهم، لهم                       | ذَم (them)  |
| إياك، إياكم، إياكن، لك، لكم، لكن | يُور (your) |
| إياي، لي                         | مِي (me)    |
| إيانا، لنا                       | أس (us)    |

| له                     | هِز (his)    |
| لها                    | هر (her)    |
| هو، هي (لشيء غير عاقل) | إِتْسْ (its)   |
| لهم                    | ذَير (their) |
| لك، لكم، لكن           | يُور (your)  |
| لي                     | مَاي (my)    |
| لنا                    | أَوَر (our)   |

### أشهر النحاة
- تشومسكي:

صاحب كتاب المباني التحويلية الذي نشر عام 1957م، وبعد أن أصدر ما يقارب من العشرة كتب أصبح إمامًا لحركة لسانية كبيرة في الولايات المتحدة الأمريكية تسمى: (حركة النحو التحويلي التوليدي).
- بلومفيلد:

تفرغ بلومفيلد لدراسة الألسنة وتحديدًا ألسنة الهنود الحمر، ولاحظ الفروقات بينها وبين الألسنة الأوروبية الأخرى، وكان يطمح كغيره من النحويين الغربيين إلى إيجاد قواعد عالمية للألسنة أو لسان عالمي موحد للبشر.
- دي سُوسير:

هو صاحب كتاب (دراسة في اللسانيات العامة)، وقد قسم اللسان إلى قسمين: (الكلام والحديث)، كما قسم العلاقة اللسانية إلى قسمين: (المدلول: وهو الأشياء التي نراها مثل: البيت والكتاب وغيرهما) و (الدال: ويقصد به الاسم الذي يطلق على المدلول).

## اللهجات والأصناف
كان انتشار اللغة الواسع سبباً في وجود لهجات عديدة لها، كما أنها مكون أساسي في العديد من اللغات الهجينة.
غابت الراء الساكنة في الإنجليزية البريطانية والأسترالية، لكنها بقيت في معظم اللهجات الأمريكية والكندية والاسكتلندية والأيرلندية. في إنجلترا، الفرق الأكبر هو بين لهجات الشمال والجنوب، وفي أمريكا تختلف لهجات الشمال الشرقي والجنوب الشرقي عن لهجة المناطق الأخرى. لهجة اسكتلندا التقليدية تختلف كثيراً عن اللهجات الأخرى في الأصوات والمفردات، ففي رأي البعض أصبحت لغة مختلفة وليست لهجة، ولهجة البحر الكاريبي الكريولية كذلك.
يتكلم الناس الإنجليزية في بلدان متعددة وإنها لغة رسمية في 54 بلداً، وبنسبة طريقة اللفظ توجد لهجات فريدة كثيرة، مثل أنواع الإنجليزية في إنجلترا واسكتلندا وأيرلندا، والأنواع في الولايات المتحدة (اللحظ العادي ولحظ الشمال الشرقي والجنوب الشرقي والغرب الأوسط)، والإنجليزية الهندية، والإنجليزية الأسترالي.
بالنسبة للكتابة، يوجد نظامان أساسيان، النظام الإنجليزي والنظام الأمريكي. الاختلافات بينها ليست عديدة ومعظمها تقع في طريقة متوقعة، وبسبب ذلك من السهل أن يقرأ أي متكلم نصوص بأي نظام. على العموم تكتب الإنجليزية في الولايات المتحدة وكندا بالنظام الأمريكي، وفي بريطانيا ومستعمراتها بالنظام البريطاني.
أمثلة عن الاختلافات في الكتابة:
| العربية          | الأمريكية    | البريطانية                    |
| ---------------- | ------------ | ----------------------------- |
| وسط              | center       | centre                        |
| لون              | color        | colour                        |
| حَلَّلَ              | analyze      | analyse                       |
| فهرس             | catalog      | catalogue                     |
| موسوعة           | encyclopedia | encyclopaedia أو encyclopædia |
| من القرون الوسطى | medieval     | mediaeval                     |
| حَقَّقَ              | realize      | realise                       |

## تأثير اللغة العربية عليها
إذا ما نظرنا تاريخياً، نجد أن مقداراً كبيراً من المفردات جراء الاحتكاك المباشر، الذي زاد الالتماس اللغوي الإنجليزي مع جملة المفردات العربية التي رست في صلب لغات أوروبا. غير أن السنوات اللاحقة، لاسيما بدءاً من القرن الثامن عشر، حتى القرن العشرين، شهد مزيداً من الالتماس اللغوي. كان هو الآخر مصدراً لدخول بعض الكلمات العربية في اللغة الإنجليزية. صحيح أن التبادل اللغوي في العصر الحديث، أخذ ينشط في الاتجاهين، لا سيما من الإنجليزية إلى العربية، لكن اللغة الإنجليزية اكتسبت حديثاً بعض المفردات العربية. وهذه الظاهرة قد تكون مستمرة إلى يومنا هذا.
ليس هناك إجماعٌ أكاديمي حول عدد المفردات ذات الأصل العربي في الإنجليزية. في دراستة الشهيرة (1933) حول هذه الظاهرة، قدم الباحث الإنجليزي والت تايلور التقدير الأعلى، وهو حوالي الألف مفردة، غير أنه نفسه أشار إلى أن أغلب هذه المفردات قد خرجت من التداول، وأن عدد المفردات التي لا تزال شائعة إلى حد ما يناهز 260 مفردة لا غير. بعد ذلك بأربعين سنة تماماً، أحصت ساهرة عبدالحميد السيد عدد المفردات العربية التي لا تزال على قيد التداول في الإنجليزية فوجدتها 515 مفردة. من المفيد في هذا السياق أن نذكر الدراسة التي وضعها تشارلز أوغاستوس فنل عام 1892، والتي أحصت في الإنجليزية 225 مفردة ذات أصل عربي، ذلك لأنها لم تكتفِ بإحصاء المفردات العربية بل قامت أيضاً بمقارنة باقي اللغات على الإنجليزية. وقد أتت العربية حسب هذه الدراسة في المرتبة السابعة (مسبوقةً من قِبل اللاتينية فالفرنسية والإيطالية والإسبانية واليونانية والهندية). بعد ذلك بحوالي قرن، أي عام 1987، قام ديفيد بارنهرت بمقارنة مماثلة، وأتت النتيجة شبيهة، حيث حلّت العربية في المرتبة السادسة (بعد الفرنسية فاليابانية والإسبانية والإيطالية واللاتينية) (المرجع نفسه).
فضلاً عن ذلك، فقد شغفت العربية العقول الإنجليزية في العلم والأدب، وهناك العديد من الأمثلة التاريخية على ذلك. فقد سافر الباحث الإنجليزي أدلر أوف باث في أوائل القرن الثاني عشر إلى جنوب مضيق المانش لكي يدرس العربية، وقام بترجمة لوائح الخوارزمي الفلكية إلى اللاتينية، إلا أنه لم يكن وحيداً في نشاطه هذا، بل كان عدد لا يستهان به من الأكاديميين الإنجليز يقومون باستطلاعات نحو القارة الأوروبية سعياً وراء مخطوطات عربية يقومون بترجمتها إلى اللاتينية، وكانت الدراسات العربية -أو الـ Arabum studia مثلما كانت تُعرف باللاتينية- حقلاً أكاديمياً هاماً. حتى أن جامعة أوكسفورد استحدثت منصبها الأول للبروفيسور اللاودي للغة العربية عام 1636، وقد شغله آنذاك إدوارد بوكوك الذي كان قد ألف كتاباً اسمه «نبذة عن تاريخ العرب» (وِلسن 2001).
في الأدب، يمكن الحديث عن جفري تشوسر في القرن الرابع عشر باعتباره أول كتاب إنكلترا الكبار الذين بدؤوا باستعارة المفردات العربية واستخدامها في مؤلفاتهم، ذلك أنه كان شديد الاهتمام بالعلوم والفلسفة القرْوَسطية التي كانت تعتمد بشكلٍ كبير على العربية. في الواقع فإن الإنكليزية تدين لـ تشوسر بكلمة Arabic نفسها، غير أنها تدين له بما مجموعه 24 كلمة ذات أصلٍ عربي استعارها عبر الفرنسية إجمالاً، نذكر منها almanac (التقويم) التي تأتي من كلمة «المناخ» وnadir (الحضيض) التي تأتي من كلمة «النظير»، وalkali (القِلي)، sating (الساتان) التي تأتي من كلمة «زيتوني» (نسبةً إلى بلدة تسنكيانغ في الصين).
استمر تداول الكلمات العربية في الأدب الإنجليزي خلال عصر التنوير، وإن اُستُخدم لا لخلق كلمات جديدة بل لإشاعة جو إكزوتيكي في عدد من المؤلفات المتعلقة بالشرق. كان هذا حال «مؤلفات السير وليام دجونز في سبعينات وثمانينات القرن الثامن عشر، ووليام بكفورد في روايته «ڤاتِك» (1784)، ولورد بايرون في عدد من القصائد، وتوماس مور في «لالاّ رُخ» [رواية] (1817) وبالضرورة في الترجمة الأكاديمية التي قام بها إ.و.لاين لكتاب «تسالي الليالي العربية» (40-1838)» (كاي 1994).
اليوم، توجد المفردات العربية في شتى المجالات في اللغة الإنجليزية، وللعد لا للحصر نذكر بأن المتكلم بالإنجليزية يستخدم كلماتٍ عربية عن قصد أو بغير قصد كما يلي: في العمارة، وفي علوم الحيوان والطير، وفي الملابس والقماش، وفي علوم الكيمياء والألوان والمعادن، وفي ميدان الطعام والشراب، وفي الجغرافيا والسفر وعلم الفلك، وفي الأمور المنزلية والحياة اليومية، وفي الغناء والموسيقى، وفي المسرح، وفي مجال التبرج والتزيّن، وفي عالم النبات، وفي العلوم والرياضيات، وفي الرياضة، وفي التجارة والمال.
وهي حاضرة خصوصًا في حقل الفلك، إذ إن كتاب «أسماء النجوم: معرفة متوارثة ومعنى» لرتشارد هنكلي آلن اختتم بقاموس مصغر للمصطلحات العربية نظراً لغزارة أسماء النجوم ذات الأصل العربي المتداولة بشكل طبيعي في الإنجليزية. فضلاً عن ذلك، فقد أحصى ماريو بيي في كتابه «قصة اللغة الإنجليزية» 183 إسماً من أسماء النجوم، منها 125 إسماً -أي %68.3- ذو أصل عربي (كاي 1994).
في الجغرافيا أيضاً للعربية أثرٌ كبيرٌ على الإنجليزية، وهناك 94 مصطلحاً جغرافياً ذا أصل عربي على وجه التحديد (المرجع نفسه). المثير للاهتمام هو أنه من أصل هذه المصطلحات الـ 94، فأن 25 منها قد وفدت إلى اللغة الإنجليزية خلال القرن التاسع عشر، وأن 16 منها قد وفدت خلال القرن العشرين، مايعني أن العربية -وإن كانت قد توقفت فعلياً عن إمداد الإنجليزية بالمفردات المتعلقة بالفلك- لم تتوقف عن مد الإنجيزية فيما يختص بالمصطلحات الجغرافية.
أخيراً، لا بد لنا من الالتفات إلى حقل الرياضيات لأنه حالة خاصة في اللغويات العربية-الإنجليزية: لا يتجاوز عدد المفردات العربية المتعلقة بالرياضيات الـ9 مفردات، إلا أن معظمها لا يزال قيد التداول، كما أنه يحتل مكانة مركزية في حقل الرياضيات نفسه. من المعروف أن العرب هم الذين أدخلوا مفهوم وكلمة «الصفر» إلى الرياضيات الغربية، ومنها الإنجليزية، إلا أنهم أدخلوا أيضاً كلمات algebra (الجبر), وcipher (العمل على الرياضيات) وsineg (الجيب) (كاي 1994)؛ والواقع هو أن كلمة algorithm نفسها تعود لإسم الخوارزمي، وأن هذا الأخير لم يكتفِ بإعطاء إسمه لعنصر مفتاح الرياضيات، بل أعطى أيضاً نظام الأرقام العربي للحضارة الغربية بعد أن كانت تعتمد نظام الترقيم الروماني. وتمت ترجمة كتابه «كتاب الجمع والطرح ووفقا للحساب الهندي» إلى اللاتينية في القرن الثاني عشر، وكانت تلك هي الخطوة الأولى نحو اعتماد نظام الترقيم العربي في المغرب.
وقد أخذت أوروبا اللاتينية تعتمد نظام العد العربي ببطء شديد، بين القرنين الثالث عشر والسابع عشر الميلاديين. ويعزى هذا الاعتماد المتدرج إلى تعاظم التبادل التجاري بين العالمين. وقد استغرق الانتقال النهائي من نظام العد الروماني إلى نظام العد العشري، خمسة قرون طويلة. ففي سنه 1202م اعتمد ليوناردو دي بيزا الإيطالي، وفي سنة 1480م استخدمه بيارو بورجي، أما في فرنسا، فاعتُمد نظام العد الهندو-عربي سنة 1485م. ولم تعتمده إنجلترا إلا سنة 1604م. ومع هذا، ظل استخدامه نادراً قبل سنة 1800م.
إذا ما أردنا تلخيص حكاية اللغة العربية مع اللغة الأنجليزية، فإن النتيجة كالتالي:
أتى تأثير العربية نتيجة لغات وسيطة كاللاتينية القرَوسطية والفرنسية، وعدد المفردات العربية فيها التي لا تزال على قيد التداول يقارب 400 مفردة. إتجاهياً، الوجود اللغوي العربي في الإنكليزية إلى تضاؤل.
حدث الجزء الأكبر من تأثير العربية في لغات العالم القديم، على الأخص، بين القرنين الثامن والثاني عشر ميلاديين، غير أن اللغة العربية ظلت تقريباً هي اللغة الأولى في العالم، في مجالات التجارة والعلوم والدبلوماسية، نحواً من ألف سنة. تمت ترجمة معظم المؤلفات الإغريقية الكلاسيكية العلمية والفلسفية إلى العربية في القرن التاسع. وانطلاقاً من هذا الأساس، حقق العلماء العرب في مجالات الدراسات الثقافية أو الإنسانية والعلوم والطب والرياضيات تقدماً كبيراً في المعرفة. ومن خلال هذا التواصل، والإنصهار المعرفي، والتلاقي بين حضارات وثقافات متنوعة، قدم العرب إسهاماتهم التي نُقلت بعد ذلك إلى أوروبا، مما أتاح لهذا الأثر اللغوي البقاء في اللغة الإنجليزية بشكل مباشر أو غير مباشر. إِلاّ أن النتاج البشري المادي أو المعنوي؛ كونية إنسانية عامة، لا تقتصر على فئة أو حضارة بشرية دون أخرى. ومن خلال المكانة التي تتمتع بها اللغة الإنجليزية في وقتنا الحاضر، على الصعيد الدولي في الحياة السياسية والتجارية والأمنية والإتصالات والترفيه والتواصل ووسائل الإعلام والسياحة والتعليم ومجالات أخرى متعددة، مما يمنح الإنجليزية مناخ التأثير اللغوي وقد أصبحت اللغة العالمية الأولى والأسرع انتشاراً في العالم.
تأثير اللغة العربية على اللغة الإنجليزية يظهر في العديد من الدخائل ومنها على سبيل المثال لا الحصر:
- Paradise وأصلها الفرودس [112]
- Coffin وأصلها كفن [112]
- Sugar وأصلها سكر [112]
- Lemon وأصلها ليمون [112]
- Merge وأصلها مرج [112]
- Gazelle وأصلها غزال [112]
- Rice وأصلها رز [112]
- Cotton وأصلها قطن [117]
- Magazine وأصلها مخازين[118]
- Hazard وأصلها الزّهر[119]
- Caliber وأصلها قالب[120]
- Trafalgar وأصلها طرف الغرب[121][122]
- Arsenal وأصلها دار الصناعة[123]
- Cipher وأصلها صفر
- Racquet وأصلها راحة اليد[124]
- Lute وأصلها العود[125]
- tariff بقيت كما هي تعرفة[112]
- Race وأصلها راس [112]

إضافة إلى كلمات أصلها هندي (شطرنج - نرنج) أو فارسي (جيب) أو حبشي (قهوة) وانتقلت إلى الإنجليزية عبر اللغة العربية.

## انتشارها في العالم العربي
اللغة الإنجليزية بات لها انتشار واسع وملحوظ في العالم العربي لأنها لغة عالمية ونظرًا أيضًا لفقر المحتوى العربي من العلم فتعلمها أساسيٌ ويُدَرَّسُ في الكثير من البلدان العربية لمواكبة العصر وتطوراته كما يوجد العديد من المدارس والجامعات والكليات التي تدرس بها فقط.

## اختبارات دولية لإتقان اللغة الإنجليزية
- الاختبار الدولي لإتقان الإنجليزية iTEP.
- نظام اختبار اللغة الإنجليزية الدولي أيلتس (IELTS).
- اختبار الإنجليزية كلغة أجنبية التوفل (TOEFL).